# عصام والمصباح
عصام والمصباح هو مسلسل رسوم متحركة مصري كوميدي.

## قصة المسلسل
تدور الأحداث حول عصام شقيق علاء الدين البطل الأسطوري المعروف ولكنه يعيش في عصرنا الحالي ويؤجل كل احلامه وطموحاته حتي يجد مصباحا سحريا مثل شقيقه ولذلك فهو كسول وغير مجتهد في دراسته مما يعرض علاقته بأصدقائه وابويه ومدرسيه للتدهور، وبالفعل يعثر علي مصباح ويخرج منه «جني» ولكنه جني من نوع جديد، حيث إنه يلزم من يجده ان يحققه له احلامه مما يضطر عصام إلي ان يجتهد لتحقيق طلبات الجني مما يعلمه اشياء كثيرة ويطور من شخصيته حتي يتعلم في نهاية الحلقات أن تحقيق الأحلام بالعمل والعلم والجد وليس بالمصابيح السحرية والخرافات.

## البطولة
| الشخصية/الجزء | الأول (2011)     | الثانى (2012)  | الثالث (2016)  | الرابع (2017)   | الخامس (2018)   | السادس (2022)   |               |
| ------------- | ---------------- | -------------- | -------------- | --------------- | --------------- | --------------- | ------------- |
| عصام          | أحمد الفيشاوي    | مصطفى قمر      | مصطفى قمر      | مصطفى قمر       | مصطفى قمر       | مصطفى قمر       |               |
| ياسمين        | دنيا سمير غانم   | درة            | نسمة محجوب     | راندا البحيري   | راندا البحيري   | مي عز الدين     |               |
| شفيق          | محيي إسماعيل     | محيي إسماعيل   | محيي إسماعيل   | محمد عبد المعطي | محمد عبد المعطي | محمد عبد المعطي |               |
| عم عتمان      | محمد فريد        | محمد فريد      | محمد فريد      | محمد فريد       | محمد فريد       | محمد فريد       |               |
| سنسونه        | معتزة عبد الصبور | إنجي وجدان     | إنجي وجدان     | إنجي وجدان      | إنجي وجدان      | إنجي وجدان      |               |
| غرغر          | اشرف مهدي        | اشرف مهدي      | اشرف مهدي      | اشرف مهدي       | اشرف مهدي       | اشرف مهدي       |               |
| ميس انشراح    | عايدة فهمي       | عايدة فهمي     | عايدة فهمي     | عايدة فهمي      | عايدة فهمي      | عايدة فهمي      |               |
| عم فرج        | محمد الادنداني   | محمد الادنداني | محمد الادنداني | محمد الادنداني  | محمد الادنداني  | محمد الادنداني  |               |
| عم الساكت     | بيومى فؤاد       | بيومي فؤاد     | بيومي فؤاد     | بيومي فؤاد      | بيومي فؤاد      | بيومي فؤاد      |               |
| عواطف         |                  | علا رشدي       |                |                 |                 |                 |               |
| هادى          | ايمي سمير غانم   | ايمي سمير غانم | ايمي سمير غانم | ايمي سمير غانم  | مني أبو الغيط   | مني أبو الغيط   | مني أبو الغيط |
| نخلة          |                  | شهاب إبراهيم   |                | شهاب إبراهيم    | شهاب إبراهيم    | شهاب إبراهيم    |               |
| كابتن محسن    | محمود عامر       | محمود عامر     | محمود عامر     | اشرف مهدي       | اشرف مهدي       | اشرف مهدي       |               |